# Ягоче
Ягоче (словен. Jagoče) — поселення в общині Лашко, Савинський регіон, Словенія. Висота над рівнем моря: 234,5 м. 